# Kringvarp Føroya
La Kringvarp Føroya (KVF) è l'emittente radiotelevisiva pubblica delle Fær Øer.
La società fu fondata il 1º gennaio 2005, nata dall'unione della Radio faroese (Útvarp Føroya) con la Televisione faroese (Sjónvarp Føroya).

## Storia
Chiunque possieda un televisore sulle Isole, dipendenti dal Regno di Danimarca, deve pagare la licenza per la "Kringvarpið", non opzionale.
La parte televisiva della Kringvarp Føroya, a differenza della Radio, mostra solo un canale, che collabora con la televisione nazionale danese DR e con TV2 dalla Danimarca. Grazie a questi canali, vengono inviate altre trasmissioni.
Il servizio prevede soprattutto la trasmissione del telegiornale faroese, chiamato Dagur og Vika (giorno e settimana), TV per bambini e programmi dedicati allo sport e alla cultura.
Per coloro che desiderano vedere altri canali da tutto il mondo, è possibile pagare una tassa extra. Popolare è inoltre la TV satellitare prodotta dai paesi stranieri